# جاسپر نیکولز
جاسپر نیکولز (انگلیسی: Jasper Nicolls؛ ۱۵ ژوئیه ۱۷۷۸ – ۴ مه ۱۸۴۹) فرد نظامی اهل پادشاهی متحد بریتانیای کبیر و ایرلند بود. وی همچنین برندهٔ جوایزی همچون نشان حمام شده‌است.